# Командування об'єднаних сил Збройних Сил України
Командування об'єднаних сил Збройних Сил України (КОС ЗСУ, в/ч А0135) — штатний, стратегічного рівня орган військового управління всіма міжвидовими та міжвідомчими угрупованнями військ (сил) для проведення операцій за завданням Верховного Головнокомандувача ЗС України та Генштабу ЗСУ. Відповідає за проведення об'єднаних операцій на території України, а також миротворчих операцій (місій) за її межами.
Передача в підпорядкування Командувачу (Командуванню) військ та сил, а також управління операцією здійснюється на підставі рішення Головнокомандувача Збройних сил України.

## Історія
Командування об'єднаних сил було створено у рамках реформ, ціллю яких було удосконалення системи управління Збройними силами. Для досягнення цієї мети, було розподілено повноваження між різними органами військового управління. При цьому на Генеральний штаб було покладено задачі планування оборони держави, стратегічного планування застосування Збройних сил, а також планування розвитку, підготовки, забезпечення та формування Збройних сил (ці останні задачі отримали загальне позначення «генерування» [Збройних сил]), тоді як на Командування об'єднаних сил покладено задачі безпосереднього застосування військ (сил). На командування видів Збройних сил та окремих родів військ (сил) покладено задачу генерування та забезпечення видів (сил).
Наказом № 624 Міністерства оборони України від 10.12.2019 року, розширено перелік органів військового управління, юрисдикція яких поширюється на всю територію України, до переліку увійшли новостворені та формуємі командування та інші органи військового управління серед яких — Командування об'єднаних сил Збройних Сил України. Протягом 2019—2020 років Командування було переведено на нові штати.
На початку лютого 2020 року,Командування об'єднаних сил ЗС України (раніше це був Об'єднаний оперативний штаб) очолив тимчасово виконувач обов'язки командувача генерал-лейтенант Сергій Наєв.
З 22 по 25 вересня 2020 року Командуванням об'єднаних сил ЗС України проведенні стратегічні командно-штабні навчання «Об'єднані зусилля–2020» для колективної підготовки близько 12 тисяч осіб та 700 одиниць озброєння та військової техніки з понад 100 військових частин, підрозділів всіх родів та видів військ Збройних сил України. Під час навчання перевірялись системи зв'язку, розвідки, отримання інформації та обмін нею як між органами управління Збройних сил, так і між силами і засобами країн-членів НАТО. За проведенням навчань спостерігали близько 200 іноземних інструкторів, військових радників та спостерігачів.

## Структура
↓

Командування об'єднаних сил

↓

Угруповання об'єднаних сил [Командувач угруповання — штаб угруповання]

↓↓
Командування об'єднаних сил підпорядковується безпосередньо головнокомандувачу Збройними силами. При Командуванні функціонує Об'єднаний штаб. Командуванню підпорядковані угруповання об'єднаних сил, сформованих за ознакою середовища (специфіки) застосування з відповідним комплектом військ (сил). Ці угруповання мають наступну структуру: командувач угруповання — штаб угруповання. Також Командуванню підпорядковані національні контингенти та персонал в міжнародних (миротворчих) місіях.

## Символіка
Нарукавний знак Командування об'єднаних сил має вигляд геральдичного щита, обернено вилоподібно розподіленого на зелений, сіро-блакитний та чорний кольори з золотим кантом. Центральним елементом нарукавного знаку є емблема у вигляді стилізованого золотого пірнача, накладеного на схрещені між собою золоті стилізовані шаблі. Пірнач є символом органу військового управління, а шаблі — символ військової звитяги. Специфікою командування є управління всіма видами та родами військ ЗС України, нарукавний знак виконаний в притаманних для них кольорах (зелений, сіро-блакитний, чорний).

## Командування[a]
- 28.03.2020—11.02.2024: генерал-лейтенант Наєв Сергій Іванович[8][9]
- 11.02—24.06.2024: генерал-лейтенант Содоль Юрій Іванович[10]
- 24.06.2024—26.02.2025: генерал-майор Гнатов Андрій Вікторович[11][12]
- з 03.06.2025: генерал-майор Драпатий Михайло Васильович[13][14]